# Charadrius forbesi
Il corriere di Forbes (Charadrius forbesi, Shelley 1883) è un uccello della famiglia dei Charadriidae. Questa specie è stata chiamata così in onore dello zoologo britannico William Alexander Forbes.

## Sistematica
Charadrius forbesi non ha sottospecie, è monotipico.

## Distribuzione e habitat
Questo uccello vive in Africa centrale, dal Sudan fino a Zambia ed Angola, lungo il Golfo di Guinea e a nord fino al Senegal. È di passo in Niger.